# Eizo
EIZO Corporation (japanisch EIZO株式会社 EIZO Kabushiki kaisha), kurz EIZO, ist ein japanischer Hersteller von Computermonitoren und Grafikkarten.
Der Name „EIZO“ ist eine Anspielung auf das japanische Wort für „Bild“ (japanisch 映像, eizō in romaji).

## Produkte

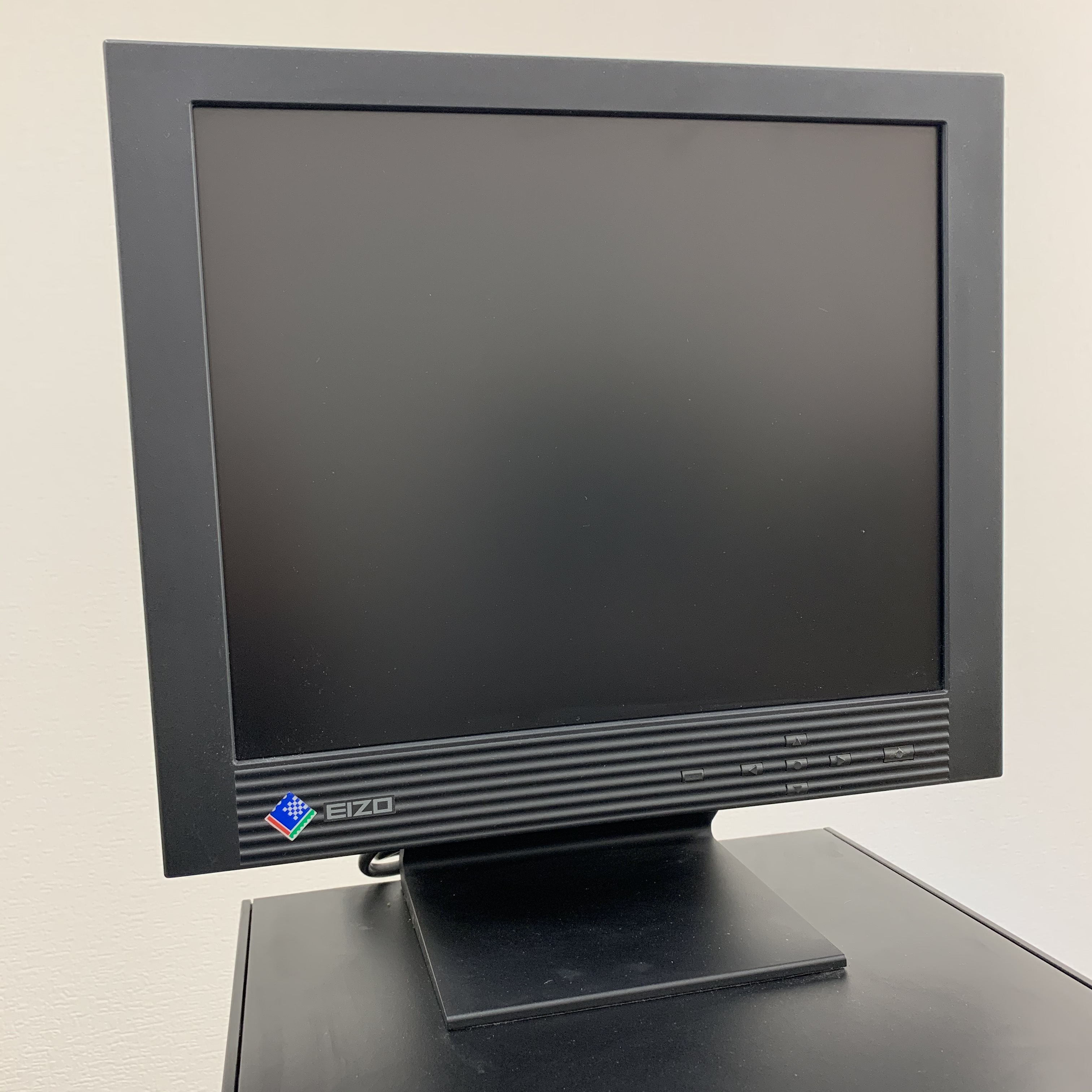
EIZO FlexScan L461 (16 Zoll)

Die Produktpalette des Unternehmens umfasst unterschiedliche Bildschirme der gehobenen Preisklasse. Dabei versucht EIZO, keine universelle Lösung für alle Anwendungszwecke zu vertreiben, sondern speziell entwickelte Produkte für Anwendungen überwiegend im gewerblichen Bereich. Aus diesem Grundsatz entstanden unterschiedliche Produktlinien.
Für Anwendungen im Büro wurde die FlexScan-Linie entwickelt, welche überwiegend für Textverarbeitung, Businessanwendungen und CAD konzipiert wurde und in unterschiedlichen Formaten und Ausführungen erhältlich ist. FlexScan bezeichnete neben den heutigen LCD-Monitoren auch frühere Röhrenmonitore für Büroanwendungen.
Eine extrem genaue Farbwiedergabe erzielt die ColorEdge-Serie, für die auch spezielles Zubehör wie Farbsensoren zur Kalibrierung vertrieben werden. Das Einsatzgebiet dieser Produkte erstreckt sich von Bildbearbeitung bis hin zu Film- und Fernsehproduktionen.
Für den Gaming-/Homeentertainment-Markt wurde die Foris-Serie entwickelt, welche durch eine schnelle Reaktionszeit für schnelle Computerspiele geeignet ist.
Für die Industrie steht mit den Produkten der DuraVision-Serie ein System zur Verfügung, das auch in Racks eingebaut werden kann und hohen Belastungen wie Temperaturunterschieden, Vibrationen, Stößen etc. standhält. Ebenso werden in dieser Linie Bildschirmlösungen für Leitwarten, Schiffsbrücken und Überwachungsanwendungen angeboten.
Des Weiteren wurden für die Medizin eigene Produktklassen namens RadiForce und CuratOR entwickelt, welche wiederum in eigene Kategorien für unterschiedliche Anwendungszwecke unterteilt sind. Dabei stehen Farb- und Graustufenmonitore für die radiologische Befundung, Monitore zur medizinischen Betrachtung, Monitore für den OP-Bereich und ein großes Angebot an Zubehör zur Auswahl. Sämtliche RadiForce- und CuratOR-Monitore erfüllen die Zulassungskriterien für medizinische Anwendungen.

## Geschichte
Im März 1968 erfolgte die Gründung der Hakui Electronic Corporation im japanischen Hakui; man stellte anfangs Fernseher her. Der Name wurde im März 1973 in „Nanao Corporation“ geändert. 1976 begann man mit der Produktion von Industriemonitoren und 1981 mit PC-Monitoren.
Im April 1981 wurde eine Produktionsstätte in Matto (heute Hakusan) eröffnet.
Im September 1984 erfolgte die Gründung der Hitec Associates Ltd. als Verkaufs-Niederlassung für den europäischen Markt. Diese wurde im Januar 1990 in EIZO Corporation  umbenannt. Im Mai des Folgejahres begann der Verkauf von Monitoren unter der Marke EIZO in Europa. Im September des gleichen Jahres wurde die Nanao USA Corporation (heute EIZO Nanao Technologies Inc.) in Kalifornien gegründet und der Verkauf von Monitoren unter der Marke „Nanao“ in den USA aufgenommen.
Die im September 1992 gegründete EIZO Sweden AB in Schweden (heute EIZO Nordic AB) begann mit dem Verkauf von LCD-Monitoren für Spielsalons. Im April 1996 wurde der Markenname weltweit auf „EIZO“ vereinheitlicht. Februar 1998 erfolgte die Gründung der EIZO Support Network Corporation im japanischen Hakusan, der After-Sales Service wurde mit sieben Büros in Japan aufgenommen. Im April 1999 fusionierte die Nanao Corporation mit der EIZO Corporation zur EIZO Nanao Corporation. Diese wurde im März 2002 in der zweiten Sektion, ein Jahr später in der ersten Sektion an die Tokioter Börse gebracht.
Im Juli 2005 wurde der Vertrieb in der Schweiz an die Excom AG übertragen. Die EIZO Nanao AG mit Sitz in Au ZH-Wädenswil wurde gegründet. Diese setzt ihre Schwerpunkte auf den Vertrieb von LCD-Monitoren für den professionellen Einsatz in der Finanzbranche, die Radiologie und die (bildbearbeitende) grafische Industrie.
Im März 2007 eröffnete EIZO ein neues Forschungs- und Entwicklungsgebäude in Hakusan. Dieses bietet auf 13.000 m² Fläche Platz für bis zu 600 Mitarbeiter.
Im Juni des gleichen Jahres erwarb die EIZO Corporation Japan von Siemens A&D den Geschäftsbereich Medizin-Monitore. Daraufhin wurde die EIZO GmbH mit Sitz in Karlsruhe gegründet.
Im November 2009 kaufte die EIZO Corporation Japan das Monitorgeschäft der eg-electronic GmbH. Daraufhin wurde die EIZO Technologies GmbH mit Sitz in Wolfratshausen Deutschland gegründet. Anfang Juli 2012 eröffnete das Unternehmen in Mönchengladbach mit der EIZO Europe GmbH sein neues Vertriebs- und Marketing-Hauptquartier in Europa. Im Jahr 2013 erfolgte eine erneute Umbenennung von EIZO Nanao Corporation in EIZO Corporation.
Im April 2014 eröffnete die EIZO GmbH aus Karlsruhe eine Betriebsstätte in Plauen. Die dortige Zweigniederlassung OR Solutions beschäftigt sich mit Sonderlösungen für den Operationssaal.
2015 erwirbt EIZO im japanischen Medizinmarkt das Systemintegrationsgeschäft der Imation Corporation und gründet daraus die hundertprozentige Tochter EIZO Medical Solutions Inc.
Im Februar 2016 gab die EIZO Corporation bekannt, dass das Unternehmen den Bau einer 25 Millionen Dollar (3 Milliarden Yen) teuren Produktionsstätte an seinem Hauptsitz in Hakusan (Japan) fertiggestellt habe. Das Werk werde der Herstellung von Monitoren für medizinische und industrielle Anwendungen dienen. Die neue Fabrik sei bereits die zweite am Hauptsitz von EIZO und die insgesamt vierte in Japan. Das fünfstöckige Gebäude mit einer Fläche von 15.000 Quadratmetern erhöhe die Produktionskapazität in Japan um 30 % und erlaube es EIZO, der steigenden Nachfrage nach Monitoren für medizinische und industrielle Anwendungen gerecht zu werden. Das Werk wurde im Juni 2016 in Betrieb genommen.
Im gleichen Jahr wird das Segment Endoskopiemonitore von Panasonic Healthcare Japan übernommen.
2018 wird die Carina System Co., Ltd. aus Japan übernommen.
Das Unternehmen wurde 1993 nach ISO 9002, 1997 nach ISO 9001 und 1998 nach ISO 14000-1 zertifiziert.
Im September 2020 erfolgte nach 8 Jahren der Umzug des europäischen Headquarters in ein größeres Gebäude im Mönchengladbacher Nordpark.
Anfang Juli 2020 erfolgte der Umzug der EIZO Technologies GmbH von Wolfratshausen in ein deutlich größeres Gebäude in Geretsried.